# NGC 1148
NGC 1148 este o intermediate spiral galaxy⁠(d) situată în constelația Eridanul. A fost descoperită în 10 noiembrie 1885 de către Lewis A. Swift. Se află la o distanță de 73 de megaparseci de Pământ.